# Eberhart Baumgärtel
Eberhart Baumgärtel (* 16. April 1923 in Chemnitz; † 28. Januar 1984 in Dresden) war ein deutscher Chemiker und Hochschullehrer.

## Leben
Nach dem Abitur am Realgymnasium Chemnitz 1941 studierte Baumgärtel bis 1948 Chemie an der Technischen Hochschule Dresden und promovierte 1955 zum Dr. rer. nat. Das Thema seiner Dissertation lautete Zur Kenntnis des violetten und grünen Chrom III-orthoarsenats und über die Bildung und Konstitution eines Arsenatochrom III-komplexes. 1960 habilitierte er sich an der Technischen Hochschule Dresden (seit Oktober 1961 Technische Universität) mit der Habilitations-Schrift Die Einwirkung saurer und methylsubstituierter Arsenationen auf Mono-, Di- und Hexaquokomplexe des dreiwertigen Chroms. Im darauffolgenden Jahr wurde er dort Professor mit Lehrauftrag für Sondergebiete der anorganischen Chemie. Er war u. a. Mitglied der Chemischen Gesellschaft der DDR.
Sein Forschungsschwerpunkt waren die anorganische Chemie, insbesondere Komplexe, chemischer Holzschutz und Zinnsteinflotation.
Er starb im Alter von 60 Jahren. Baumgärtels Grabstätte befindet sich auf dem Alten Annenfriedhof in Dresden.

## Schriften (Auswahl)
Monografien
- mit Arthur Simon: Anleitung zum anorganisch-chemischen Praktikum für Nichtchemiker. TH Dresden, 1954, DNB 576437298.
- Zur Kenntnis des violetten und grünen Chrom <III>-orthoarsenats und über die Bildung und Konstitution eines Arsenatochrom <III>-komplexes. 1955, DNB 480565104 (Dissertation, TH Dresden).
- Die Einwirkung saurer und methylsubstituierter Arsenationen auf Mono-, Di- und Hexaquokomplexe des dreiwertigen Chroms. 1960, DNB 480938954 (Habilitationsschrift, TH Dresden).
- Chemie für Ingenieure. Lehrbrief 2. Verlag Technik, Berlin 1967, OCLC 833893219.
- Chemie für Ingenieure. Lehrbrief 3. Verlag Technik, Berlin 1970, OCLC 73057128.
- A. Simon, E. Baumgärtel: Chemie – Einführungslehrgang für Chemiker und Ingenieure: 1. Lehrbrief [bis 8. Lehrbrief]. Verlag Technik, 1956 (google.es [abgerufen am 26. Januar 2024]).
- mit Reinhard Lehmann, Erhard Lichtner: Grundlagen der allgemeinen Chemie für Hochschulingenieure und Pädagogen. Akademische Verlagsgesellschaft Geest u. Portig, Leipzig 1972 (eingeschränkte Vorschau in der Google-Buchsuche [abgerufen am 26. Januar 2024]).

Artikel
- mit Arthur Simon: Die grenzflächenaktiven Eigenschaften des Natriumpentachlorphenolats und sein Einfluß auf den Gütezustand wasserhaltiger Salz-Öl-Pasten. In: Holz als Roh- und Werkstoff. Band 11, 1953, S. 377–382.
- Das System Chrom(III)/Arsenat/Wasser. II. Die Bodenkörper des Systems A. Das violette und das grüne Chrom(III)-orthoarsenat. In: Journal für praktische Chemie. Band 4, Mai-Heft, 1957.
- Das System Chrom(III)/Arsenat/Wasser. III. Die Bodenkörper des Systems B. Die mit der Mutterlauge im Gleichgewicht befindlichen Bodenkörper. In: Journal für praktische Chemie. Band 4, Mai-Heft, 1957.
- Das System Chrom(III)/Arsenat/Wasser. IV. Über die Aggregationsgleichgewichte des Komplexes [Cr(H2O)nHAsO4]. in wäßriger Lösung. In: Journal für praktische Chemie. Band 5, Februar-Heft, 1958, S. 52 ff.
- mit Joachim Teich: Über Bodenkörper des Systems Na+/Cr3+/F−/H2O. In: Zeitschrift für anorganische und allgemeine Chemie. Band 375, Nr. 1, 1970, S. 15–23.